# لويز اندروز كينت
لويز اندروز كينت (بالإنجليزية: Louise Andrews Kent)‏ هي كاتِبة وكاتبة للأطفال أمريكية، ولدت في 25 مايو 1886 في بروكلين في الولايات المتحدة، وتوفيت في 6 أغسطس 1969.